# 하기와라 히로타쿠
하기와라 히로타쿠(일본어: 萩原 洪拓, 1986년 7월 11일 ~ )는 일본의 전 축구 선수이다.

## 구단 경력
과거 카탈레 도야마에서 활동하였다.